# 凯克 (加来海峡省)
凯克（法語：Quesques，法語發音：[kɛk]）是法国上法蘭西大區加来海峡省的一个市镇，属于滨海布洛涅区。

## 地理
凯克（50°42'13"N, 1°55'58"E）面积13.73 平方千米，位于法国上法蘭西大區加来海峡省，该省份为法国北部沿海省份，西北濒北海，南至索姆省，东临北部省。
与凯克接壤的市镇（或旧市镇、城区）包括：埃克耶、阿尔基讷、布吕南贝尔、库隆比、洛坦冈、塞勒、瑟南冈。
凯克的时区为UTC+01:00、UTC+02:00（夏令时）。

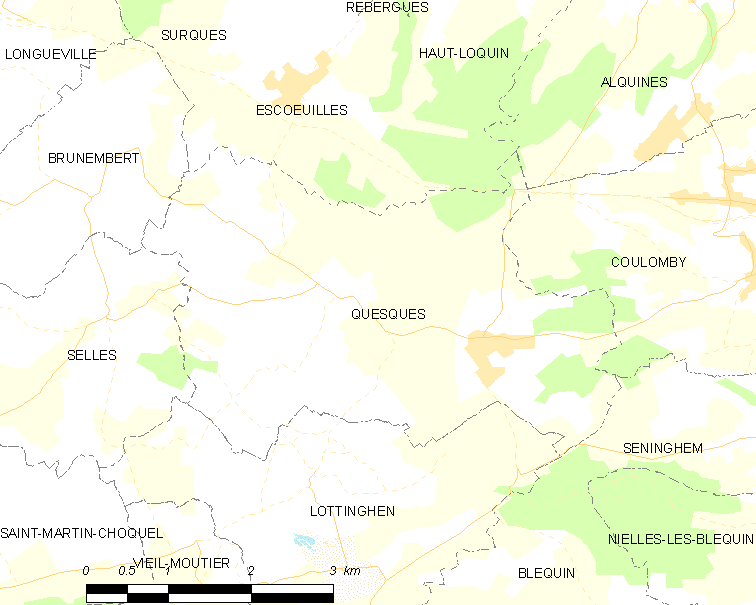
凯克的OSM定位图

## 行政
凯克的邮政编码为62240，INSEE市镇编码为62678。

## 政治
凯克所属的省级选区为代夫勒县。

## 人口

1962-2008年间凯克人口变化图示

凯克于2022年1月1日时的人口数量为722人。